# Encyclopédie Alpha
Pour les articles homonymes, voir Alpha (homonymie).
L'Encyclopédie Alpha est une encyclopédie française publiée entre 1969 et 1974, comprenant dix-sept volumes richement illustrés, que chaque acquéreur constituait par la réunion de fascicules vendus chaque semaine dans les kiosques de journaux, à l'aide d'une reliure proposée à la vente quand les dix-huit fascicules d'un tome étaient disponibles. 
L'encyclopédie généraliste a été suivie de plusieurs autres encyclopédies spécialisées consacrées au western, aux peuples du monde, à la mer, etc.
Elle est composée en caractères Baskerville pour les articles et Gill sans bold pour les titres.